# 소르베

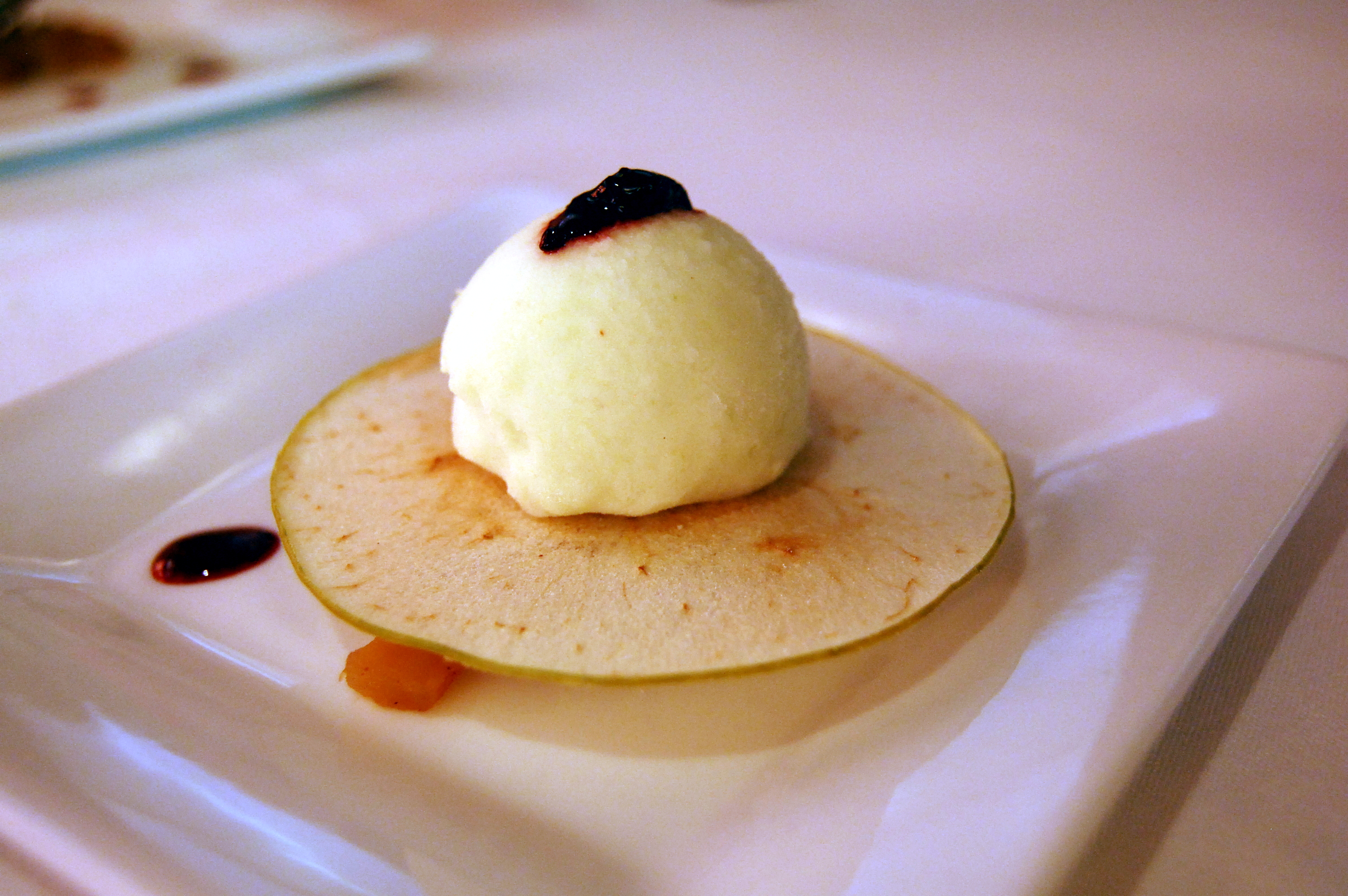
소르베

소르베(프랑스어: sorbet)는 설탕물에 과즙, 과일 퓌레, 과실주 등을 넣어 얼린 빙과이다. 셔벗과 달리 유제품을 함유하지 않는다.
프랑스에서는 유제품이 전혀 들어있지 않아야 소르베로 인정된다.
프랑스에서는 만찬 등에서 두 세번의 본 요리 사이에 입가심 요리로 나오며, 한 입 정도의 분량으로 내놓는다. 식사 중간에 내놓는 소르베는 입맛을 새롭게 하기 위한 목적으로 내놓으며, 리큐어 등의 술 종류를 얼린 것이 나오곤 한다. 디저트로 내놓을 경우 과즙을 많이 써서 단 맛을 내게 한다.
중앙아시아 및 서아시아에서의 소르베는 부드러운 아이스크림 형태가 아닌 고체 형태를 가지고 있으며, 견과류 등을 곁들인다.

## 같이 보기
- 셔벗
- 그라니타

1. ↑  육류 및 생선